# Jandos Bijiguitov
Jandos Bijiguitov (en kazakh: Жандос Бижігітов) (Petropavl, 14 de juny de 1991) és un ciclista kazakh. Professional des del 2013, actualment a l'equip Astana Pro Team. Del seu palmarès destaca el Campionat nacional en contrarellotge de 2017.

## Palmarès
- 2006
  - Vencedor d'una etapa al Tour de Corea
- 2017
  -  Campió del Kazakhstan en contrarellotge

### Resultats al Giro d'Itàlia
- 2017. 160è de la classificació general